# Edificio Crillón (Santiago de Chile)
El Edificio Crillón o Edificio Larraín es un edificio de Santiago, la capital de Chile, ubicado en calle Agustinas 1025, entre las calles Bandera y Ahumada. Albergó al extinto Hotel Crillón y la todavía existente Galería Crillón; actualmente, la parte donde funcionaba el hotel es ocupado por una tienda de departamentos. Tiene la categoría de «Inmueble de conservación histórica».

## Historia
Fue diseñado por los arquitectos Alberto Siegel, de nacionalidad austríaca, y Augusto Geiger, de origen suizo, y construido entre 1917 y 1919 por W. Bade y Cía. El edificio contaba con cinco pisos construidos en 8 mil metros cuadrados, y en sus instalaciones poseía escaleras de mármol, finas alfombras, lámparas de cristal, pesados cortinajes, esculturas y muebles de caoba exclusivamente traídos de Europa. Fue ocupado inicialmente como residencia de la familia Larraín García-Moreno.
En Chile a principios del siglo XX, se comenzó a vivir el auge del cobre. El país se volvió visita obligada para importantes empresarios y personalidades que llegaban en barco a Valparaíso; sin embargo, la capital del país no contaba con un hotel apropiado para recibirles. La mayoría de los visitantes se alojaban en las mansiones de las familias más acomodadas del país.
En 1932, Ana García-Moreno, viuda de Larraín, decidió vender la casa a Adriana Cousiño Goyenechea en 3,8 millones de pesos de entonces. Posteriormente, la familia Cousiño decidió convertir la residencia en un hotel de lujo y lugar de encuentro y entretención de la aristocracia santiaguina. Primero fue llamado Hotel Savoy, y al poco tiempo fue rebautizado como Hotel Crillón, emulando el que existía en París, nombrado «Crillón» por un poblado francés en la región de Picardía. En sus inicios, fue la familia Kuppenheim, venida de Francia, la encargada de la administración del edificio y el negocio hotelero.
Así el hotel se convirtió en el único cinco estrellas de Chile para la época. Contaba con un salón de té capaz de reunir a 600 personas en un día y con un bar que complacía tanto a políticos como a hombres de negocios. El restaurante también era un lujo en sí mismo, ofreciendo desde faisán hasta venado como parte de las exquisiteces de la cocina del Crillón; su gastronomía fue tan apetecida que el hotel publicó en 1951 un libro con sus mejores recetas, desde salsas, cremas, carnes, pescados y mariscos, hasta una extensa lista de cócteles que servían en su distinguido bar.
Durante la década de 1930, fue un importante centro de reuniones sociales de figuras nacionales e internacionales. En sus habitaciones se alojaron numerosas personalidades, intelectuales, políticos y empresarios; entre sus huéspedes destacaron los actores Gary Cooper, Clark Gable y Mario Moreno Cantinflas, así como el 34.º presidente de los Estados Unidos, Dwight D. Eisenhower, en su visita al país en 1960.

## Crímenes en sus instalaciones
Dos crímenes pasionales protagonizados por escritoras ocurrieron en el hotel. 
El primero sucedió el 27 de enero de 1941, cuando María Luisa Bombal disparó tres veces a su amante, Eulogio Sánchez Errázuriz, frente a las puertas del hotel Crillón. El hombre sobrevivió y no quiso querellarse contra Bombal.
El segundo ocurrió el 14 de abril de 1955, cuando María Carolina Geel disparó en cinco oportunidades a su amante, Roberto Pumarino Valenzuela, en medio del lujoso salón de té en la hora de mayor concurrencia. El hombre murió.

## Cierre

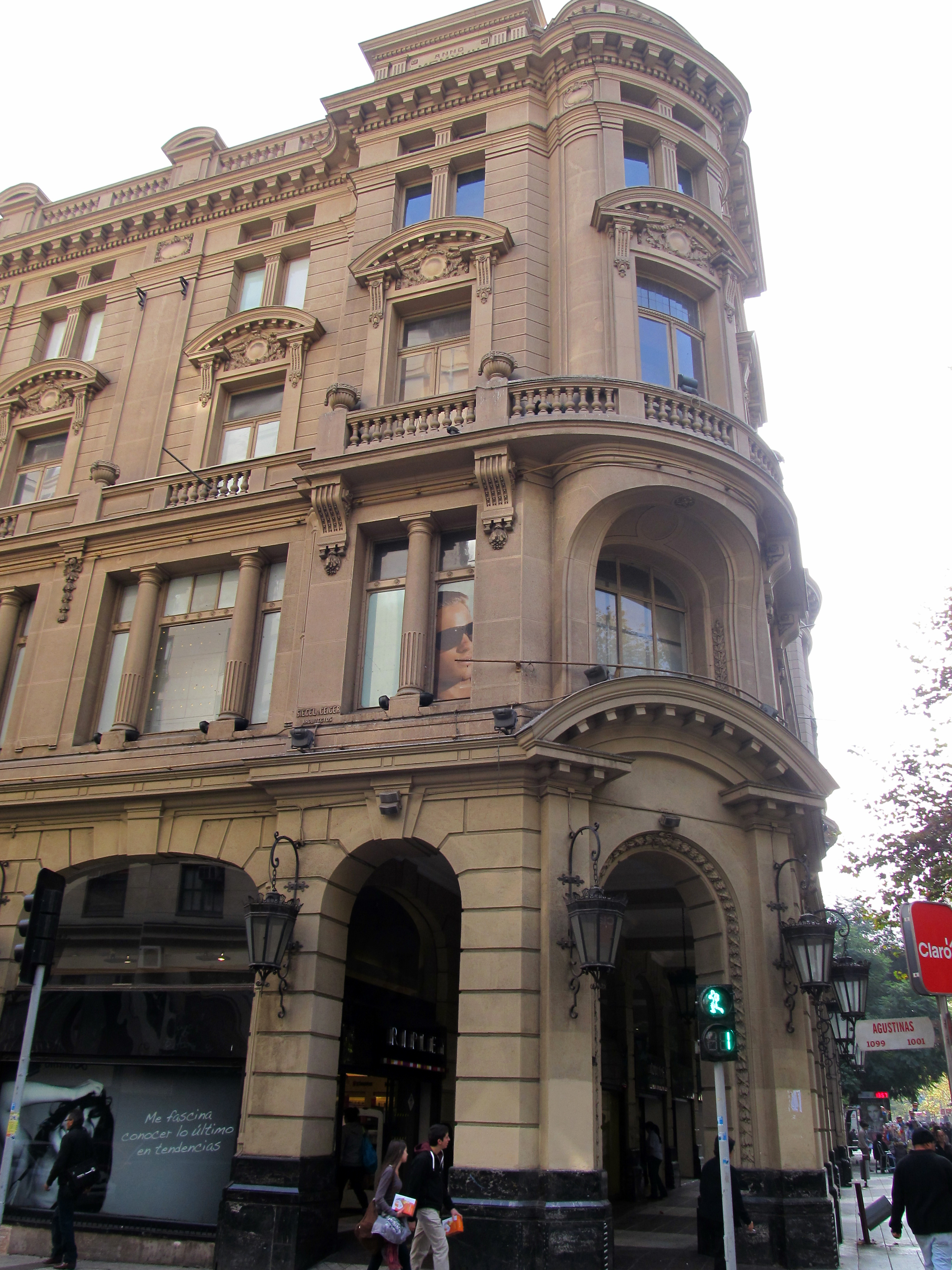
Ex Hotel Crillón mayo de 2013

En 1969 fue abierto un portal en el primer piso del edificio por su fachada de la calle Ahumada, con la finalidad de ensanchar la zona de tráfico peatonal en dicha vía. Las obras estuvieron a cargo de los arquitectos Carlos Casanueva, Antonio Bascuñán y Raúl Bulnes.
Tras el cierre del Hotel Crillón en febrero de 1978, Arturo Cousiño Lyon —propietario del edificio— solicitó a los arquitectos Sergio Alemparte Aldunate y Ernesto Barreda Fabres estudiar diversas alternativas para el inmueble, entre las que se consideraba su demolición y reemplazo por una moderna torre. Mediante la intervención del alcalde de Santiago, Patricio Mekis, se evitó dicha opción y se ordenó su restauración. Tras el fin de las obras, el Banco BHC arrendó los pisos 2, 3, 4 y 5 hasta su quiebra en 1983, mientras que el primer piso y el subterráneo se convirtieron en una galería comercial.
Tras la remodelación planificada por el arquitecto Miguel Molinari, que conservó la fachada y las escaleras de mármol, ascensores y faroles del interior del edificio, se instaló la tienda departamental Ripley en 2005.

## Galería

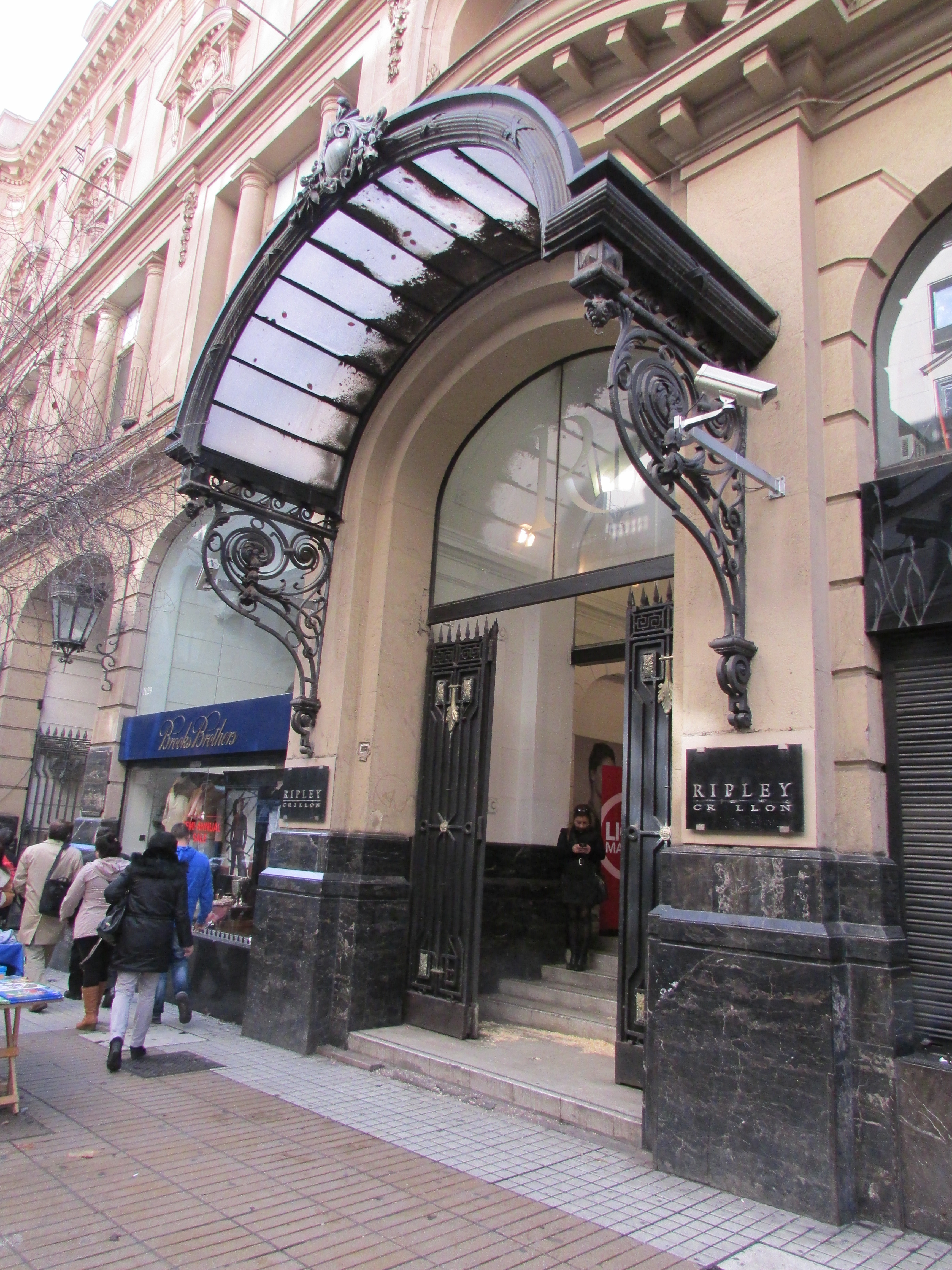
Acceso principal del Edificio Crillón
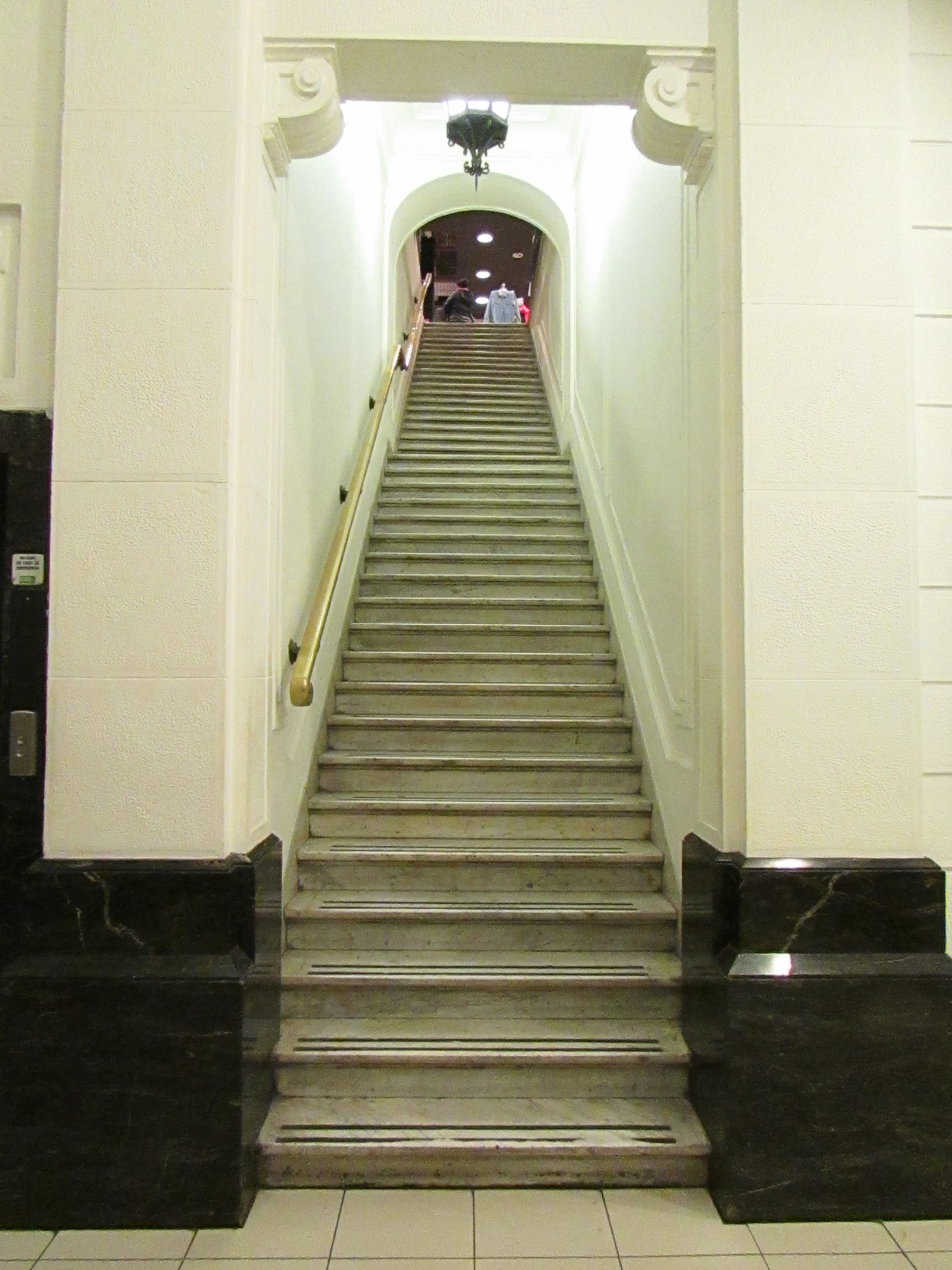
Escalera al interior del Edificio Crillón.
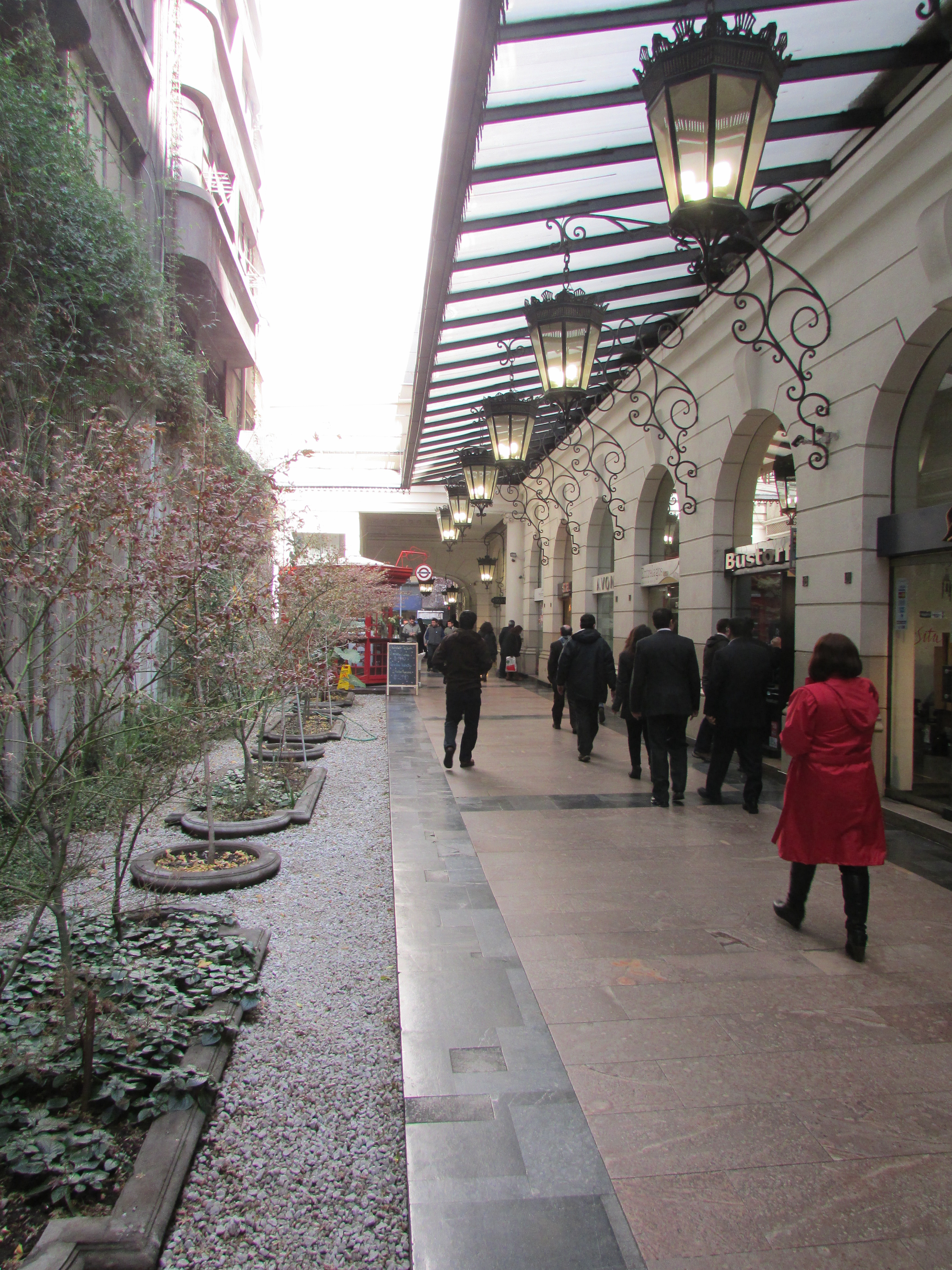
Galería Crillón.